# Rok wiary
Rok Wiary – okres w Kościele katolickim rozpoczynający się 11 października 2012 roku, w pięćdziesiątą rocznicę otwarcia Soboru Watykańskiego II, a kończący w Uroczystość Jezusa Chrystusa, Króla Wszechświata, 24 listopada 2013 roku. W dzień rozpoczęcia minęło także 20 lat od opublikowania przez Jana Pawła II Katechizmu Kościoła Katolickiego i obradował Synod Biskupów nad kwestią nowej ewangelizacji.
Ogłoszony został przez papieża Benedykta XVI w liście apostolskim w formie motu proprio Porta fidei wydanym 11 października 2011 roku.

## Cele i znaczenie
W założeniu papieża Rok wiary miał być zaproszeniem do autentycznego i nowego nawrócenia do Chrystusa, zaangażowania misyjnego na rzecz nowej ewangelizacji. Powinien był również wyrazić wspólne zobowiązanie do ponownego odkrycia i studium podstawowych treści wiary, które znajdują się w Katechizmie Kościoła Katolickiego. Katechizm ma być też prawdziwym narzędziem wspierania w wierze, zwłaszcza dla tych, którzy troszczą się o wychowanie chrześcijan.
Papież zaznaczał, aby ten Rok rozbudził w każdym wierzącym aspirację do wyznawania wiary w jej pełni i z odnowionym przekonaniem, z ufnością i nadzieją, by bardziej celebrować wiarę w liturgii, zwłaszcza Eucharystii. Jednocześnie pragnął, żeby świadectwo życia ludzi wierzących było coraz bardziej wiarygodne. Zdaniem papieża zwłaszcza w tym Roku każdy wierzący powinien był ponownie odkryć treść wiary wyznawanej, celebrowanej, przeżywanej i przemodlonej, i zastanowić się nad samym aktem wiary.

## Symbolika

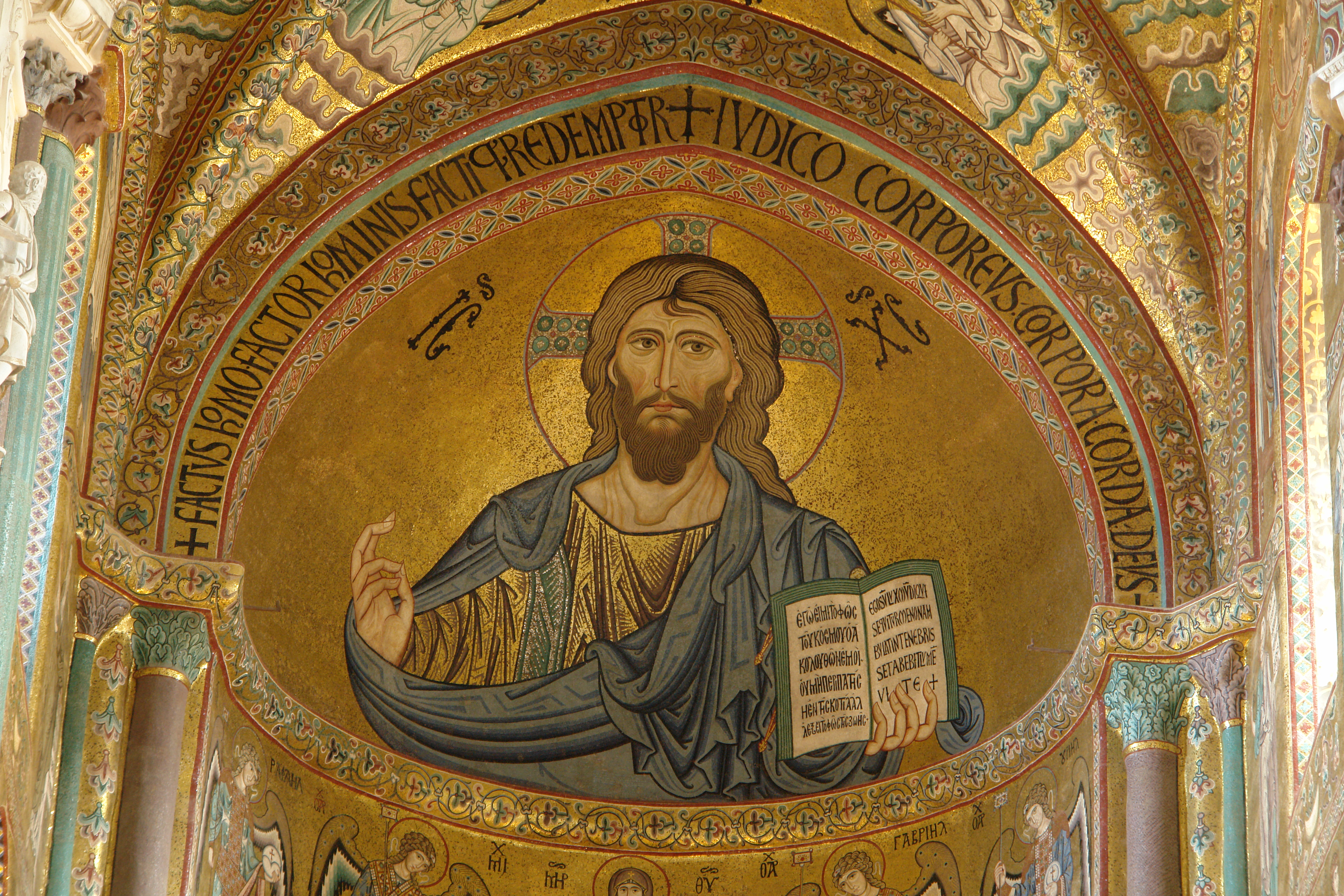
Chrystus Pantokrator – mozaika w apsydzie katedry w Cefalù

Rok Wiary jest symbolizowany przez logo pokazane w górnej części tego artykułu oraz przez mozaikę Pantokratora pochodzącą z sycylijskiej katedry w Cefalù.

## Wydarzenia
- 11 października 2012 – msza na placu św. Piotra razem z przewodniczącymi krajowych konferencji episkopatu i z uczestnikami  Synodu Biskupów o nowej ewangelizacji
- 21 października – kanonizacja przez Benedykta XVI:
  - Jakuba Berthieu
  - Piotra Calungsod
  - Jana Chrzciciela Piamarta
  - Marii Salles
  - Marianny Cope
  - Katarzyny Tekakwitha
  - Anny Schäffer